# Johnny Monteilhet
Johnny Monteilhet, né en 1944 est un acteur et chanteur français.

## Biographie
Enfant de la balle, il est précocement introduit dans le monde du spectacle, se produit tout jeune comme chanteur sur scène et acteur au théâtre, et ne tarde pas à jouer des rôles d'enfants dans des films.
Il sort un premier EP en 1960 (il n'a alors que 16 ans), sous son seul prénom de Johnny. Mais étant donné la percée fracassante au même moment de Johnny Hallyday, son disque suivant (1962) sera publié au nom de « Johnny et les Cascadeurs ». Et en 1963, sortent une série d'EP crédités à son nom complet. Mais il ne parvient pas à se hisser au premier rang de la vague yéyé.
Dans les années 1970 il rejoint le Big Bazar, la troupe de Michel Fugain, en studio et en tournées.

## Filmographie
- 1959 : Le Petit Prof, de Carlo Rim
- 1959 : La Jument verte de Claude Autant-Lara
- 1963 : Les Vierges, de Jean-Pierre Mocky
- 1963 : Les Baisers, sketch Baiser de seize ans de Claude Berri
- 1963 : Faites sauter la banque !, de Jean Girault
- 1965 : Les Cinq Dernières Minutes : Napoléon est mort à Saint-Mandé de Claude Loursais
- 1968 : Les Contrebandières de Luc Moullet
- 1968 : Les Demoiselles de Suresnes, série de Pierre Goutas
- 1973 : Les Nouvelles Aventures de Vidocq, épisode « Les Deux Colonels » de Marcel Bluwal
- 1973 : Charlie et ses deux nénettes de Joël Séria
- 1974 : Les Vacanciers, de Michel Gérard.
- 2004 : Touristes ? Oh yes ! de Jean-Pierre Mocky